# 范紹增
范绍增（1894年—1977年3月5日），男，四川大竹人，中国军事、政治人物。

## 生平
1894年，范绍增出生在四川大竹县清河镇，早年曾混迹绿林，后参加川军，官至第二十军军长第七师师长。
抗战全面爆发后，范绍增只身赶赴淞沪抗战前线，任第十一兵团副司令。1938年被委为第八十八军军长，自募兵员抗日，1939年初率军出川抗日。1942年5月28日，范绍增率部击毙日军第十五师团长酒井直次中将。虽然前线获胜，但范绍增却被委任为没有实权的第十集团军副总司令，范一气之下回到陪都重庆，并开始与一些亲中共人士接触。
抗日战争结束后，范绍增不愿参与内战，赴上海成立“益社”，暗中与中共地下党组织往来。1948年3月，范绍增当选第一届国大代表，因明确支持李宗仁竞选副总统，且与中共往来一事被蒋介石得知，蒋介石下令抓捕范绍增，范绍增闻讯逃脱。1949年秋，经顾祝同斡旋，范绍增被蒋介石任命为川东挺进军总指挥；这年冬天，范绍增率军于渠县投向共产党。
中华人民共和国成立后，范绍增历任湖北省沙市军分区副司令员、中南军政委员会参事、解放军第四野战军五十军高参、河南省体委副主任、省人民政府委员 、省人大代表和政协委员等职务。1977年，范绍增在郑州逝世，享寿83岁。

## 轶事
范绍增长相憨厚，故有绰号“范哈儿”，川渝一带流行的“傻儿司令”的故事就是根据范绍增的生平改编而来。范绍增也以妻妾成群闻名，曾有过四十位妻妾。